# Raquel Sánchez-Silva
Raquel Sánchez-Silva (Plasencia, 13 de janeiro de 1973) é uma apresentadora e jornalista espanhola.

## Biografia
Após terminar o curso de jornalismo na Universidade Pontifícia de Salamanca, ela começou a trabalhar em um site de televisão local, o TelePlasencia. Em 1998, trabalhou como repórter de esportes na TVE e em 1999 mudou-se para o Telenoticias, o programa de notícias da Telemadrid. Em 2004, ela foi contratada pelo Canal+ 1. O canal transmitiu a maioria de seus programas de codificação, com os programas de Raquel sendo os poucos que foram transmitidos em aberto, de modo que permitiram que ela se dê a conhecer ao público jovem. Raquel permaneceu neste canal até o fechamento em outubro de 2005, quando a empresa proprietária do Canal + 1, lançou um canal aberto na sua totalidade sob o nome de Cuatro, um canal para o qual continuou trabalhando até agora.
No canal  Cuatro, ela apresentou (entre outros programas) o reality show mais visto até o momento no canal: Peking Express (o que fez por duas temporadas). Em abril de 2011, ela passou a trabalhar para a Mediaset España (nova proprietária da Cuatro). Consequentemente, passou a trabalhar para os demais canais do grupo.
O primeiro trabalho nesta nova etapa, é a condução do bem sucedido reality Supervivientes: Perdidos en Honduras (pela Telecinco). O trabalho mais bem sucedido de Raquel até à data. Após o seu sucesso em conjunto com Jorge Javier Vázquez, em setembro do mesmo ano, o casal assumiu a terceira edição em Espanha do formato The Farm, Acorralados (nome da versão espanhola), com a mesma equipe do Survivors de 2011. Apesar dos bons resultados do reality show durante os quatro meses de duração, a cadeia não continuou a produzir novas edições do reality gravado em Astúrias.
Em 2012, ele retorna ao canal Cuatro para apresentar a versão espanhola de El Cubo, bem como a terceira edição de Perdidos en la tribu e a segunda edição de Perdidos en la ciudad. Em 2013, no mesmo canal, e entre os meses de janeiro e abril, apresenta o reality Expedición Imposible, um formato semelhante ao Beijing Express, embora não tenha alcançado os resultados esperados do público.
Depois de uma temporada longe da mídia, retorna ao meio no início de 2014, para dirigir no canal Cuatro o formato culinário Deja sitio para el postre e o formato empresarial La incubadora de negocios. Em 2015 passa a apresentar (tendo renovado seu contrato com os produtores da Mediaset Espanha), desta vez no Telecinco, o programa Gran Hermano Vip: Última Hora e entre abril e junho de 2015, apresenta a edição anual de Survivors: Perdidos en Honduras, embora, por razões pessoais, desta vez tenha deixado a condução do reality show a partir da ilha para a jornalista Lara Álvarez. 
Em 2016, ele passou a trabalhar no Movistar + e começou a apresentar o programa Likes.